# Meisreh
Meisreh (tiếng Ả Rập: المعيصرة) là một ngôi làng Syria nằm ở phó huyện Wadi al-Uyun ở huyện Masyaf, Hama. Theo Cục Thống kê Trung ương Syria (CBS), Meisreh có dân số 330 người trong cuộc điều tra dân số năm 2004.